# Templo de Apolo (Naxos)
El Templo de Apolo fue un antiguo templo griego dedicado a Apolo en la ciudad de Naxos, en la isla del mismo nombre (actual Naxos), en Grecia. Su yacimiento arqueológico se encuentra en un pequeño promontorio de la isla de Palatia, cerca de la moderna ciudad de Naxos. El yacimiento también se conoce como Portára (en griego: Πορτάρα) por la gran puerta del templo que aún se conserva.

## Historia
En En la mitología griega, el emplazamiento del templo en la isla de Palatia era el mismo lugar donde Teseo abandonó a Ariadna, a quien había traído de Creta. Fue en el mismo lugar donde Dioniso encontró más tarde a Ariadna y le construyó un palacio. Durante la civilización cicládica, hacia 2000 a. C., se produjeron algunos asentamientos en el yacimiento.

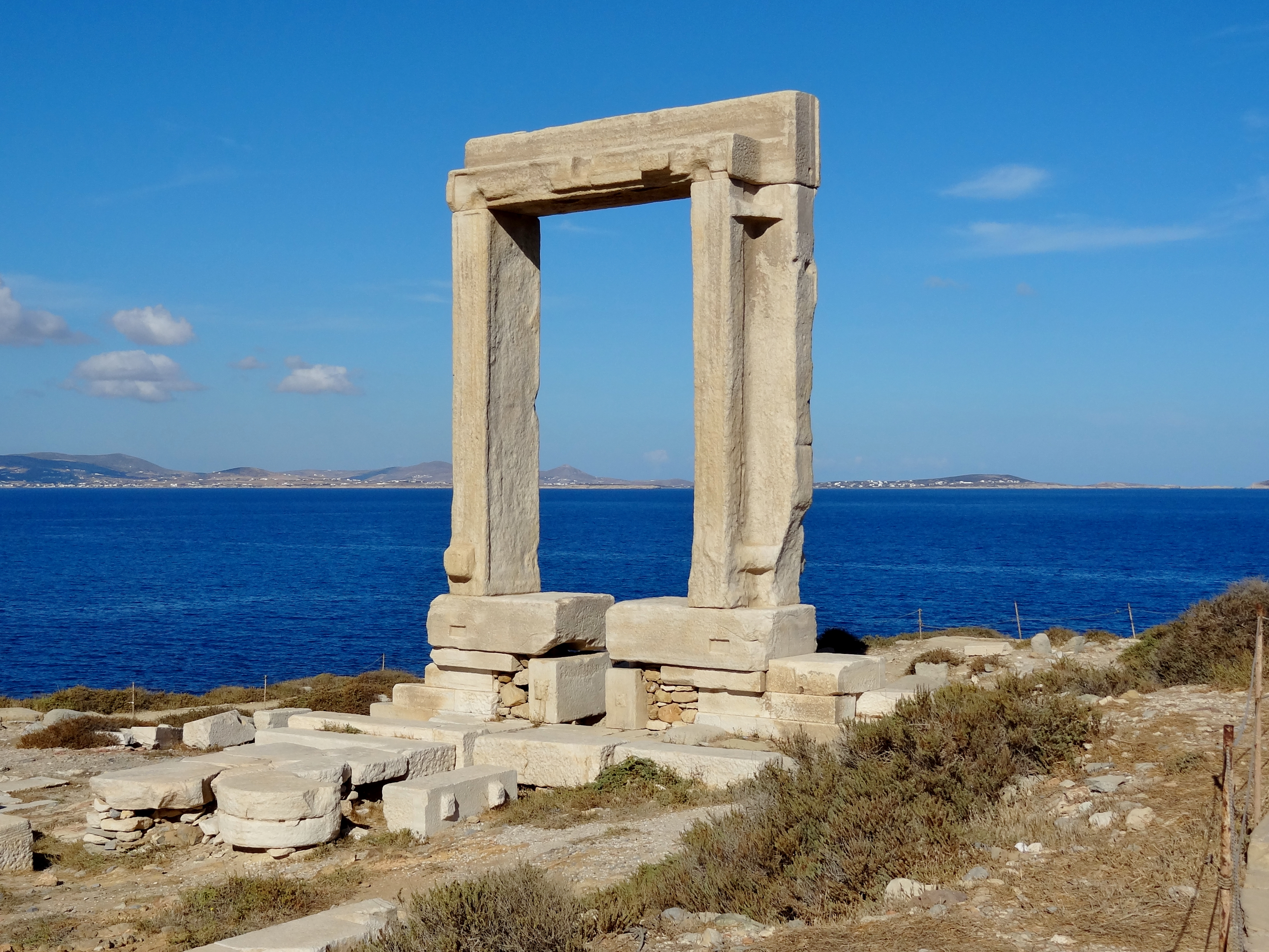
La puerta conservada del templo de Apolo, la Portára.

La construcción de un gran templo en el lugar comenzó en la época arcaica alrededor del año 530 a. C. En aquella época la isla estaba gobernada por el tirano Ligdamis de Naxos. Parece ser que quiso construir un templo muy grande en la isla, que debía tener más de 30 metros de largo. Sin embargo, la construcción quedó inacabada cuando Naxos entró en guerra con Samos. Las obras se abandonaron finalmente tras el derrocamiento de Ligdamis en el año 506 a. C.
Se cree que el templo estaba dedicado a Apolo. Sin embargo, algunos estudiosos han sugerido que podría haber estado dedicado a Dioniso, el patrón de la isla. La ambigüedad se debe a que el templo no se menciona en las fuentes antiguas conservadas, ni se ha encontrado ninguna inscripción. En la actualidad, la puerta también se conoce popularmente como la puerta del palacio de Ariadna. De ahí viene también el nombre actual de la isla, que hace referencia al palacio. A pesar de estar incompleto, el templo tuvo cierto uso en la Antigüedad, pero parece que este terminó en el 400 a. C.

A principios de la Edad Media, en los años 400 o 500 d. C., se construyó una iglesia a partir de los restos del templo. Al comienzo de la República de Venecia en 1207, solo quedaba el núcleo del templo, la naos . Durante la época veneciana, la mayoría de las piedras del templo y de las casas cercanas se utilizaron para construir el Castillo de Naxos y otros edificios. Sin embargo, la naos del templo permaneció intacta al menos hasta 1420, ya que seguía siendo una iglesia. En 1485, sin embargo, se sabe que estaba en ruinas.
Durante el Imperio otomano, los turcos siguieron utilizando partes del templo. En 1628, solo quedaba en pie la gran puerta del templo, al parecer porque era demasiado pesada para demolerla.

## Descripción

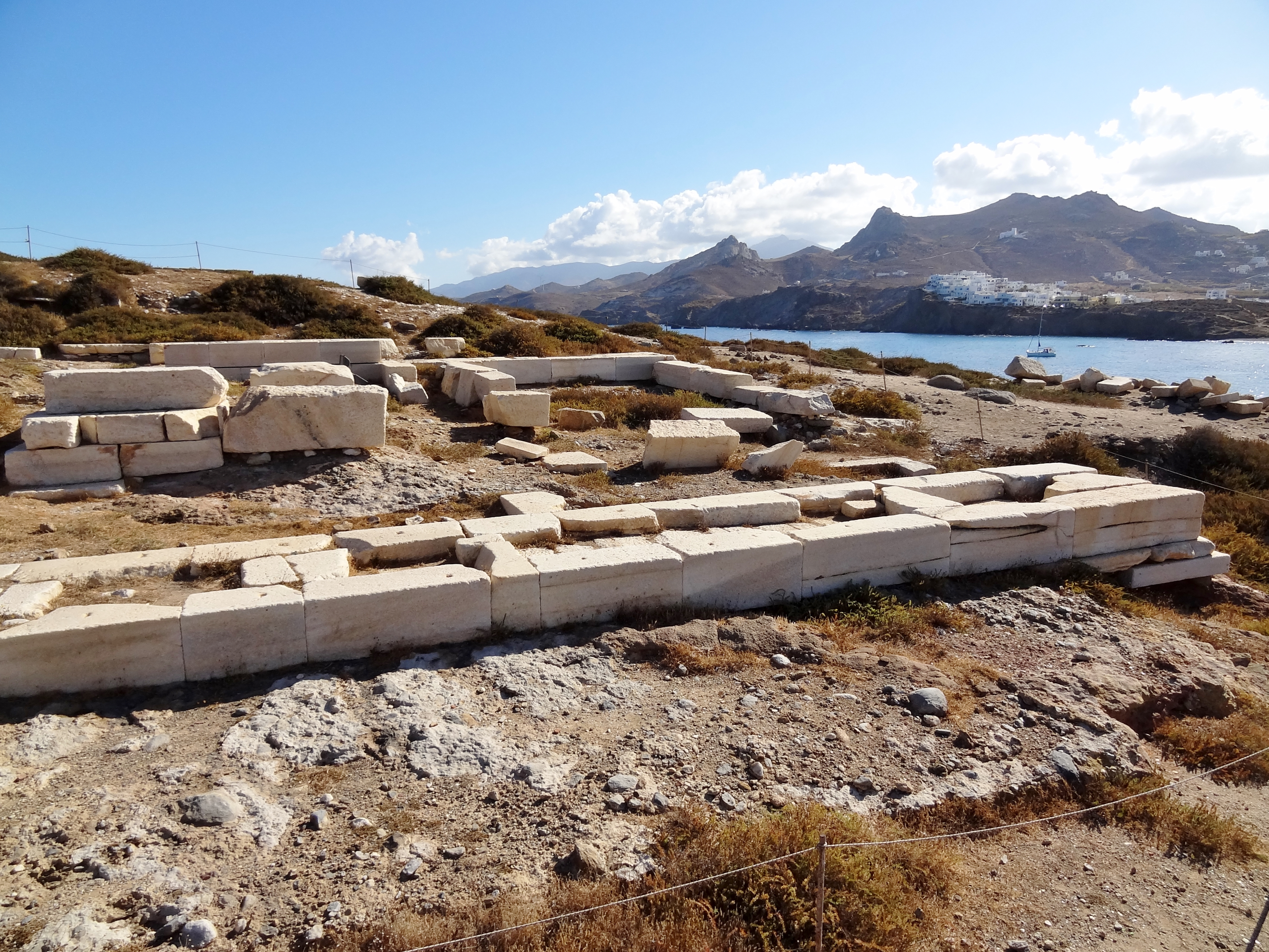
Ruinas del Templo de Apolo.

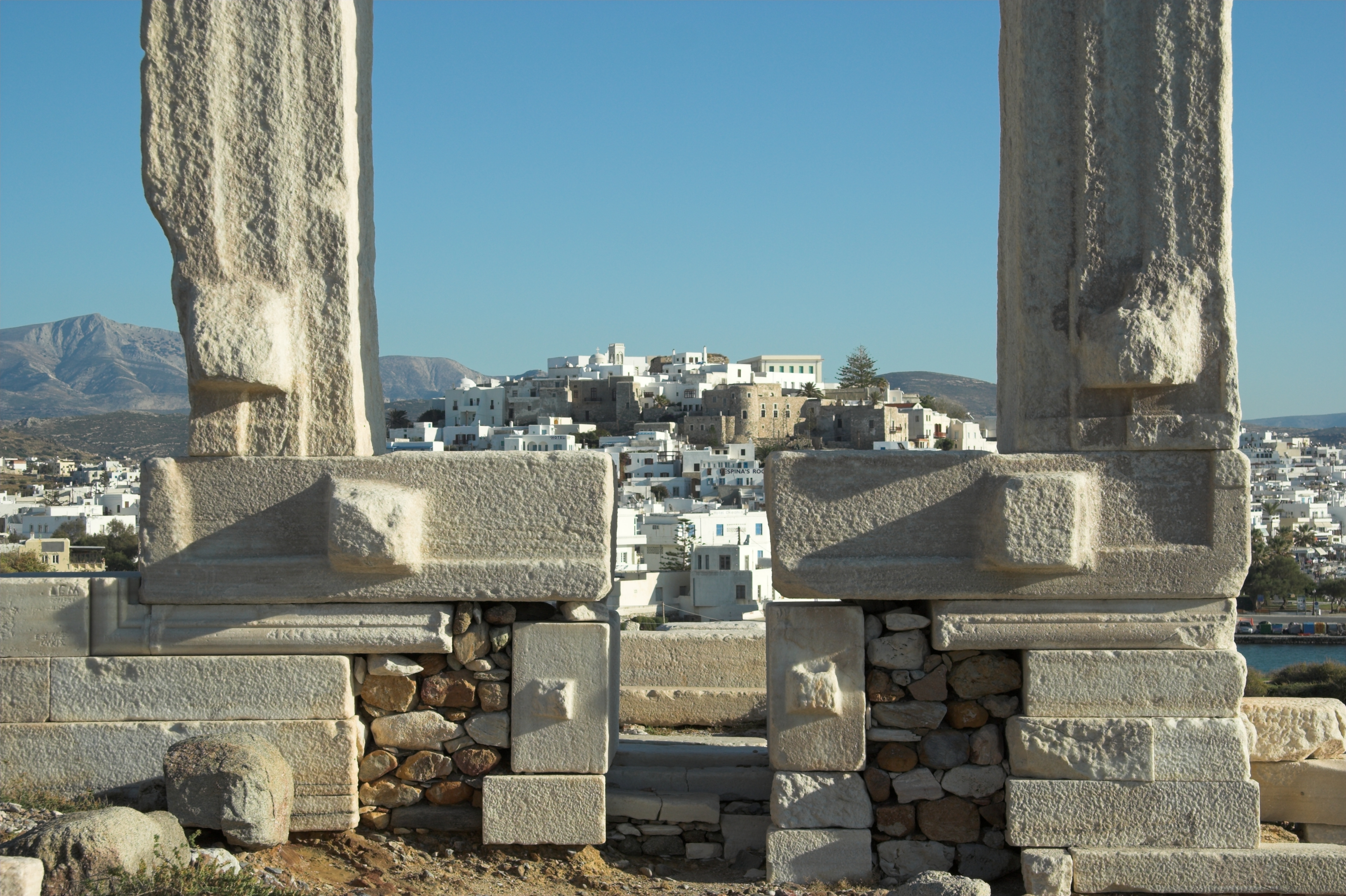
Puerta del templo, con Naxos ciudad y castillo de Naxos al fondo.

El Templo de Apolo se encuentra en la isla de Palátia, en el extremo norte de la ciudad de Naxos, a menos de un kilómetro del centro urbano. La isla de Palátia está unida a la isla principal de Naxos por un estrecho istmo.
Es de estilo jónico. Una vez terminado, tendría 59 m de largo y 28 de ancho. Era un templo períptero y debía tener 6 × 12 columnas. El templo y su puerta de la naos daban al norte-noroeste, hacia la isla de Delos, lugar de nacimiento de Apolo, lo que sugiere que el templo estaba dedicado a Apolo. En este extremo estaba el pronaos, con dos columnas delante, y detrás la naos, dividida en tres naves por dos filas de cuatro columnas. En la parte posterior del templo se encontraba el opistodomos, también con dos columnas delante.
La puerta del templo mide unos 6 m de alto y 3,5 m de ancho. Está hecha de grandes piedras, cada una de las cuales pesa unas 20 toneladas. La parte inferior de la puerta estaba a 1,1 m por encima de la superficie del estilóbato, lo que es poco frecuente, por lo que la puerta debía de tener una escalera. Es probable que el templo no tuviera techo. Es posible que la naos se cubriera con un techo provisional para permitir su uso mientras el edificio estaba inacabado. Como el templo nunca se terminó, no se han encontrado elementos escultóricos en el yacimiento.
Hoy en día, todo lo que queda del templo es su puerta y sus cimientos. La puerta es el símbolo de la ciudad de Naxos y de toda la isla, y se conoce como "Portára". Las piedras de la puerta aún tienen salientes, que se utilizaban para ayudar a mover las piezas y que estaban destinadas a ser retiradas cuando se terminara el templo. Este es otro indicio de que el templo estaba inacabado. En la parte inferior de la portada original hay un gran agujero que servía de puerta a la iglesia medieval.